# Лукович, Брэд
Брэд Лукович (англ. Brad Lukowich; род. 12 августа 1976, Кранбрук, Британская Колумбия, Канада) — профессиональный канадский хоккеист. Амплуа — защитник.

## Биография
На драфте НХЛ 1994 года был выбран в 4 раунде под общим 90 номером командой «Нью-Йорк Айлендерс». 1 июня 1996 года обменян в «Даллас Старз». 12 июня 2000 года обменян в «Миннесоту Уайлд». 25 июня 2000 года обменян обратно в «Даллас Старз». 22 июня 2002 года обменян в «Тампу Бэй Лайтнинг». 11 августа 2005 года как неограниченно свободный агент подписал контракт с «Нью-Йорк Айлендерс». 9 марта 2006 года обменян в «Нью-Джерси Девилз».

## Награды
- Обладатель Кубка Стэнли (2): 1999 («Даллас Старз»), 2004 («Тампа Бэй Лайтнинг»)

## Статистика
```
                                            
                                            --- Regular Season ---  ---- Playoffs ----
Season   Team                        Lge    GP    G    A  Pts  PIM  GP   G   A Pts PIM
--------------------------------------------------------------------------------------
1992-93  Kamloops Blazers            WHL     1    0    0    0    0  --  --  --  --  --
1993-94  Kamloops Blazers            WHL    42    5   11   16  168  16   0   1   1  35
1994-95  Kamloops Blazers            WHL    63   10   35   45  125  18   0   7   7  21
1995-96  Kamloops Blazers            WHL    65   14   55   69  114  13   2  10  12  29
1996-97  Michigan K-Wings            IHL    69    2    6    8   77   4   0   1   1   2
1997-98  Michigan K-Wings            IHL    60    6   27   33  104   4   0   4   4  14
1997-98  Dallas Stars                NHL     4    0    1    1    2  --  --  --  --  --
1998-99  Dallas Stars                NHL    14    1    2    3   19   8   0   1   1   4
1998-99  Michigan K-Wings            IHL    67    8   21   29   95  --  --  --  --  --
1999-00  Dallas Stars                NHL    60    3    1    4   50  --  --  --  --  --
2000-01  Dallas Stars                NHL    80    4   10   14   76  10   1   0   1   4
2001-02  Dallas Stars                NHL    66    1    6    7   40  --  --  --  --  --
2002-03  Tampa Bay Lightning         NHL    70    1   14   15   46   9   0   1   1   2
2003-04  Tampa Bay Lightning         NHL    79    5   14   19   24  18   0   2   2   6
2004-05  Fort Worth Brahmas          CHL    16    3    5    8   33  --  --  --  --  --
2005-06  New York Islanders          NHL    57    1   12   13   32  --  --  --  --  --
2005-06  New Jersey Devils           NHL    18    1    7    8    8   9   0   0   0   4
2006-07  New Jersey Devils           NHL    75    4    8   12   36  11   0   1   1   2
2007-08  Tampa Bay Lightning         NHL    59    1    6    7   20  --  --  --  --  --
2008-09  San Jose Sharks             NHL    58    0    8    8   12   6   0   0   0   0
2009-10  Texas Stars                 AHL    29    3   15   18   10  --  --  --  --  --
2009-10  Vancouver Canucks           NHL    13    1    1    2    4  --  --  --  --  --
2010-11  Texas Stars                 AHL    67    4   23   27   59   6   1   0   1   2
2010-11  Dallas Stars                NHL     5    0    0    0    0  --  --  --  --  --
2011-12  Texas Stars                 AHL    67    4   22   26   40  --  --  --  --  --
--------------------------------------------------------------------------------------
         NHL Totals                        658   23   90  113  369  71   1   5   6  22

```